# Tomaž Čižman
Tomaž Čižman (Črnuče, 13 de febrero de 1956) es un deportista yugoslavo que compitió en esquí alpino.
Ganó una medalla de bronce en el Campeonato Mundial de Esquí Alpino de 1989, en la prueba de supergigante. Participó en los Juegos Olímpicos de Calgary 1988, ocupando el noveno lugar en la misma prueba.

## Palmarés internacional
| Campeonato Mundial | Campeonato Mundial    | Campeonato Mundial | Campeonato Mundial |
| Año                | Lugar                 | Medalla            | Prueba             |
| ------------------ | --------------------- | ------------------ | ------------------ |
| 1989               | Vail (Estados Unidos) | Medalla de bronce  | Supergigante       |